# 383 Janina
383 Janina (mednarodno ime je 383 Janina) je asteroid tipa B (po Tholenu in SMASS) v asteroidnem pasu. 

## Odkritje
Asteroid je odkril francoski astronom Auguste Charlois ( 1864 – 1910) 29. januarja 1894 v Nici. Izvor imena ni znan.

## Lastnosti
Asteroid Janina obkroži Sonce v 5,57 letih. Njegova tirnica ima izsrednost 0,163, nagnjena pa je za 2,653° proti ekliptiki. Njegov premer je 45,52 .